# Nicolas d'Autrécourt
Nicolas d'Autrécourt (Autrécourt, vers 1300 ; † Metz, après 1350) est un philosophe nominaliste.

## Biographie
Nicolas d'Autrécourt obtient, vers 1320, une maîtrise ès arts à l'Université de Paris. Il est convoqué à Avignon par le pape Benoît XII en 1340 pour s'expliquer sur certaines de ses thèses. Entre 1346 et 1347, il est dénoncé pour hérésie, condamné et doit brûler ses œuvres, et il est interdit d'enseignement. Il va à Metz où il devient chanoine. À sa mort en 1350, il est doyen du chapitre cathédral.
Son manuscrit Exigit a été découvert à la Bodleian Library à Oxford, et a été publié en 1939.

## Résumé de sa philosophie
Reprenant la théorie de Guillaume d'Ockham, il dit que « de ce qu'une chose est connue comme existence, il ne peut être inféré [déduit] avec évidence qu'une autre chose existe » et qu'il n'est « certain avec évidence que des objets de [ses] sens et que de [ses] actes », il nie l'évidence de la  causalité aristotélicienne, de l'unité du monde et de Dieu, faisant du devenir une succession de moments sans liaison. Se penchant sur les facultés de l'âme, il en arrive à affirmer que l'acte de volonté ne permet pas de conclure à l'existence de la volonté. En 1347, il devra abjurer publiquement ses thèses devant l'Université de Paris rassemblée.